# Kiernozia (Łowicz)
Pour les articles homonymes, voir Kiernozia.
Kiernozia (prononciation [kʲɛrˈnɔʑa]) est un village de la gmina de Kiernozia, du powiat de Łowicz, dans la voïvodie de Łódź, situé dans le centre de la Pologne.
Le village est le siège administratif (chef-lieu) de la gmina rurale appelée gmina de Kiernozia.
Il se situe à environ 20 kilomètres au nord de Łowicz (siège du powiat) et 61 kilomètres au nord-est de Łódź (capitale de la voïvodie).
Sa population s'élevait approximativement à 930 habitants en 2006.

## Histoire
Le village de Kiernozia est surtout connu pour être le berceau (et le lieu de sépulture) de Marie Walewska (née Laczynska), l'une des maîtresses de Napoléon Bonaparte.

## Administration
De 1975 à 1998, le village était attaché administrativement à l'ancienne voïvodie de Płock.

Depuis 1999, il fait partie de la nouvelle voïvodie de Łódź.